# Sønner – Dunkle Geheimnisse
Sønner – Dunkle Geheimnisse (dt.: „Söhne“) ist ein norwegisches Filmdrama, das sich mit den Grenzen von und dem Umgang mit Missbrauch in päderastischen Beziehungen auseinandersetzt.

## Handlung
Lars, inzwischen erwachsen, wurde als Jugendlicher von Hans, einem Päderasten, verführt. Er fühlt sich missbraucht; überdies blieb die Tat unbewältigt. Eines Tages bemerkt er, dass Hans weiterhin erfolgreich Jugendliche verführt, um an ihnen strafbare Handlungen zu begehen. Daraufhin setzt er zur Unterbindung und Veröffentlichung von Hans' Tun an, wobei er seinerseits nicht vor erheblichen Straftaten zurückschreckt. Die Ambivalenz dieser Vorgehensweise bekommt Tim zu spüren. Tim ist ein Jugendlicher, der sich auf eine Beziehung mit Hans eingelassen hat, wobei jedoch angedeutet wird, dass bezahlter Beischlaf stattfindet, und ohne das Wissen, dass Hans Fotos von ihm veröffentlicht. Lars' Betreiben, das dazu gedacht war, ihn von Hans zu befreien, spült seine Angelegenheit an die Öffentlichkeit und verleitet auch ihn zu Straftaten.

## Auszeichnungen
- Rainer-Werner-Fassbinder-Preis beim Internationalen Filmfestival Mannheim-Heidelberg 2006
- Grand Jury Award beim Seattle International Film Festival
- Filmpreis des Nordischen Rates 2007 (nominiert)

## Kritik
„Ein verstörendes, engagiert gespieltes und unter die Haut gehendes Drama zum Thema Kindesmissbrauch. Der Film bezieht keine eindeutige Position, sondern zeigt auch den Täter in einer Opferrolle.“